# Tower Gateway (DLR)
Tower Gateway (en anglais : Tower Gateway DLR Station), est une station de métro léger située à Londres sur le Docklands Light Railway (DLR), en zone 1 de la Travelcard. Elle est située sur la The Minories, à Tower Hill dans la Cité de Londres.
Elle permet des correspondances avec la Circle line et la District line du métro de Londres via la station Tower Hill, et également avec les trains desservant la gare de Fenchurch Street.

## Situation sur le réseau

Plan de la ligne du métro léger DLR.

Située en aérien, Tower Gateway est une station en impasse. Elle est avec la station Bank l'un terminus de la branche ouest de la ligne de métro léger Docklands Light Railway, elle est établie avant la station Shadwell, en direction du nœud ferroviaire de Poplar(,). Elle est en zone 1 Travelcard.
La station est aménagée en terminus à voie unique en impasse, encadrée par deux quais latéraux : un pour les départs et l'autre pour les arrivées. Un dispositif de croisement des trains est installé à l'entrée est de la plateforme.

## Histoire
La station Tower Gateway est mise en service le 31 août 1987, en tant que terminus ouest lors de l'ouverture à l'exploitation de la première section du Docklands Light Railway. Pour des raisons budgétaires, la station a été construite en aérien le long des voies de la gare de Fenchurch Street et n'est donc pas reliée directement à la station de métro Tower Hill toute proche. Son nom rappelle néanmoins la proximité de la tour de Londres.
L'antenne souterraine du DLR vers le nouveau terminus de Bank est mis en service le 29 juillet 1991. Dès lors, environ un tiers des circulations a pour terminus Tower Gateway, le reste se dirigeant vers Bank.
La station d'origine, construite à minima, connaît une saturation rapide. Il est donc nécessaire de la remanier pour mieux absorber les flux de voyageurs. Le 3 mars 2009, la station rouvre après huit mois de travaux, avec notamment l'allongement des quais, une nouvelle billetterie et l'installation d'escaliers mécaniques.
En 2016, la fréquentation de la station est de 4,101 millions d'utilisateurs.

## Services aux voyageurs

### Accès et accueil
L'entrée principale est située sur la A1211, près de la Hammett Street.

### Desserte

Installations et desserte
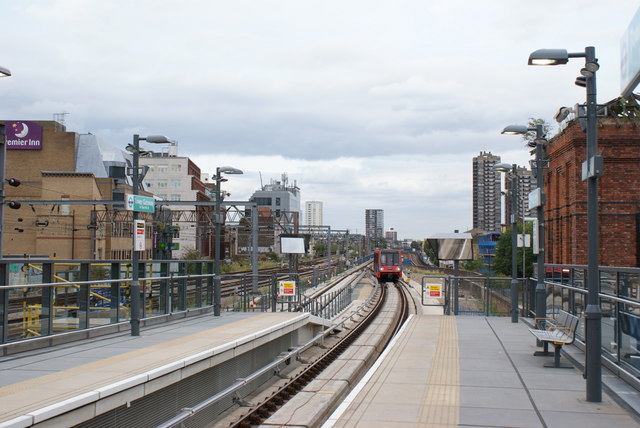
2009
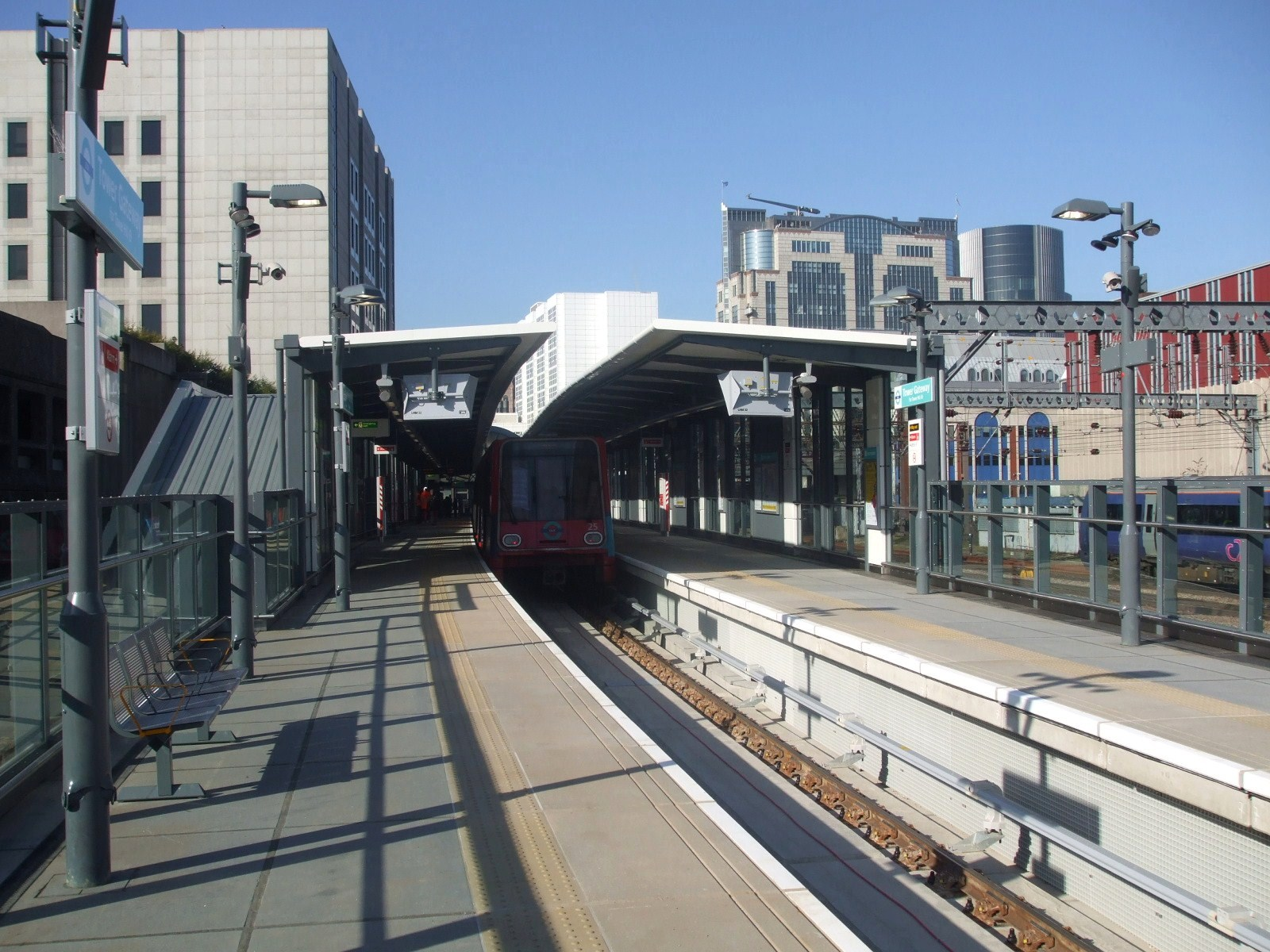
2009.
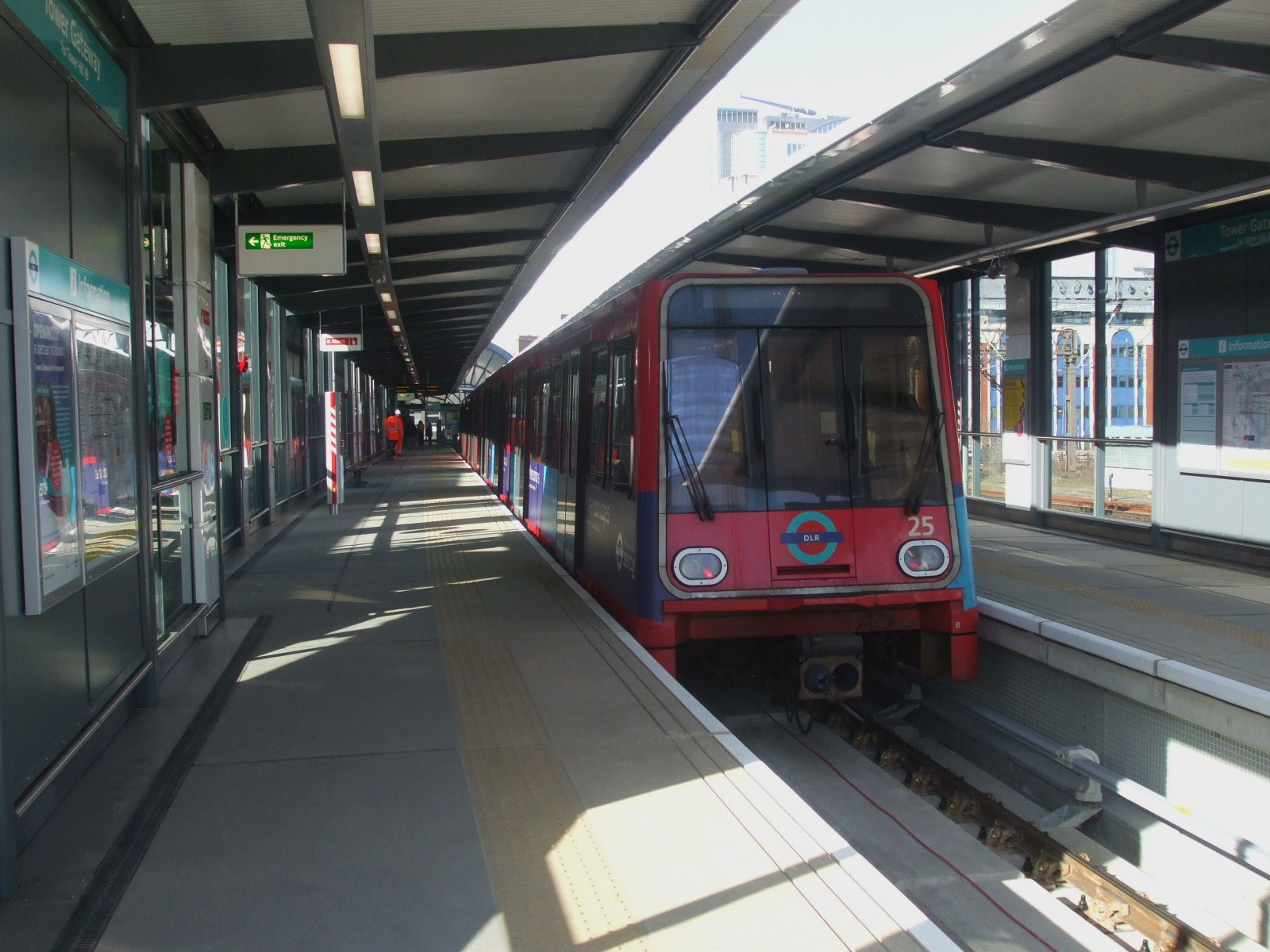
2009.

### Intermodalité
Correspondances : avec les rames de la Circle line et la District line à la station Tower Hill, du métro de Londres située à environ 200 mètres ; et avec les trains de la gare de Fenchurch Street située à environ 200 mètres.
La station est desservie par les bus des lignes : 42,; 78, 100, N551.

## Projet
L'avenir de la station pourrait être lié à celui de la gare de Fenchurch Street toute proche, qui connaît un important trafic de banlieue. En 2020, un rapport de National Rail a proposé de déplacer la gare de 350 m vers l'Est et d'édifier six voies supplémentaires afin de remédier à sa saturation. Ce projet impliquerait de récupérer les emprises de la station Tower Gateway qui serait alors démolie.
Dans ce scénario, l'ensemble des trains du DLR verraient donc le terminus reportée à la station Bank, plus intéressante en termes de correspondances, ce qui résoudrait le déséquilibre actuelle de fréquentation entre les deux stations.

## À proximité
- Tower Bridge
- Tower of London
- Tower Hill (métro de Londres)
- Gare de Fenchurch Street